# Нас двоє (фільм)
«Нас двоє» (фр. La personne aux deux personnes) — фільм 2008 року.

## Зміст
Жиля Габрієля, поп-шансоньє, який пережив пік успіху десь у середині 80-х, збиває на дорозі зразково-показовий бухгалтер Жан-Крістіан Раню. «Фізично» Жиль гине, однак його свідомість парадоксальним чином переміщується в голову Раню, і тепер тіло бухгалтера є носієм двох дорослих особистостей. Спочатку подібне «співжиття» породжує масу проблем, однак поступово все налагоджується. Поки Жиль підбиває невтішні підсумки свого не цілком успішного земного існування, Жан-Крістіан буквально впивається в життя зубами. Дивовижне перевтілення не проходить безслідно для його професійної кар'єри. Також на це звертає увагу його безпосередня керівниця.